# Yulia Chizhenko
Yulia Chizhenko (Rusia, 30 de agosto de 1979) es una atleta rusa especializada en la prueba de 1500 m, en la que ha logrado ser subcampeona europea en 2006.

## Carrera deportiva
En el Campeonato Europeo de Atletismo de 2006 ganó la medalla de plata en los 1500 m, con un tiempo de 3:57.61 segundos, llegando a meta tras su compatriota Tatyana Tomashova y por delante de la búlgara Daniela Yordanova (bronce).